# El sombrero de tres picos
El sombrero de tres picos és un ballet, obra del compositor andalús Manuel de Falla basada en la novel·la homònima de l'escriptor vuitcentista Pedro Antonio de Alarcón. Es va estrenar el 22 de juliol de 1919 a l'Alhambra Theatre de Londres sota la direcció d'Ernest Ansermet. Després de la seva estrena a Londres, l'obra va tenir un rotund èxit, elogiant-se l'encertada síntesi de música, ball, drama i decorat.
El ballet està basat en un conte folklòric que comparteix l'esperit de Beaumarchais, la seva empenta i el seu profund respecte pels recursos i l'esperit del segon estrat de la societat. Posteriorment, Falla va compondre dues suites orquestrals amb el mateix títol, la nº1 i la nº2, que se solen representar més que el mateix ballet. En aquestes suites va eliminar alguns fragments vocals i de transició que contenia l'obra original.
En la història del ballet del segle xx, El sombrero de tres picos pot reclamar un lloc ben significatiu al costat d'altres produïdes pel gran empresari Serguei Diàguilev i que van representades pels Ballets Russos. Establint una comparança amb una obra molt significativa també estrenada pels Ballets Russos, Petruixka de Stravinski, en les dues es trenca amb les primitives tradicions temàtiques que poblaven el gènere de princeses, aparicions i cignes. Però encara més important, potser, és la seva visió de la burgesia amb una certa simpatia. En aquest sentit, en El sombrero de tres picos es reflecteixen les actituds i aspiracions de l'Andalusia rural.
Una primera versió de l'obra, titulada El corregidor y la mujer del molinero va ser representada el 1917 al Teatre Eslava de Madrid com un fragment d'una pantomima en dues parts, fent de molinera la llavors famosa Luisa Puchol Butier. Diàguilev va conèixer Falla i el va convèncer de la necessitat de retocar l'obra amb la intenció de dotar-la d'una major estructura teatral; l'autor va modificar la seva obra donant-li més profunditat i substància.